# 赫氏火口魚
赫氏火口魚，為輻鰭魚綱鱸形目隆頭魚亞目慈鯛科的其中一種，分布於中美洲墨西哥Coatzacoalcos至Usumacinta河流域，體長可達14.5公分，棲息在中低海拔的河谷，生活習性不明。

## 擴展閱讀
維基物種上的相關：赫氏火口魚